# Music Instructor
Music Instructor (Мьюзік Інстрактор) — німецький музичний проект з міста Берліна.
Проект був дітищем берлінської продюсерської команди Triple M, що складалася з Майка Майклса, Марка Долара і Марка Табака (імена всіх трьох починаються з літери «М»).
Трек в стилі електропоп під назвою «Super Sonic» був записаний з ідеєю повернутися в епоху брейк-дансу 80-х років, створити щось на її основі. Завдяки важкій ротації відеокліпу на німецькому кабельному музичному телеканалі VIVA і на радіо всього за 10 днів з моменту виходу 9 березня 1998 року синглу з цією піснею він продався в 50.000 примірниках
Причому в німецькому чарті він з'явився на дуже високій позиції — відразу 5-й. У підсумку пісня породила справжнє відродження брейкданса.
«Super Sonic» був виданий на новому танцювальному лейблі звукозапису Fuel (підлейбл лейблу EastWest), ставши для нього прекрасним стартом. Як писав журнал «Білборд» у червні 1998 року, за словами представника лейблу EastWest до того часу чотири останніх релізу гурту Music Instructor розійшлися в більш ніж 800.000 примірників. 
З наступним за «Super Sonic» синглом «Rock You Body», що вийшов 8 червня 1998 року, група мала намір повторити успіх.

## Дискографія

### Альбоми
- 1996: The World of Music Instructor
- 1998: Electric City of Music Instructor

### Сингли
| Рік  | Назва                     | Найвищі позиції | Найвищі позиції | Найвищі позиції | Найвищі позиції | Сертификації    | Альбом                             |
| Рік  | Назва                     | AUT             | GER             | NED             | SUI             | Сертификації    | Альбом                             |
| ---- | ------------------------- | --------------- | --------------- | --------------- | --------------- | --------------- | ---------------------------------- |
| 1995 | «Hymn»                    | 15              | 8               | 17              | 6               | - GER: Gold     | The World of Music Instructor      |
| 1996 | «Hands in the Air»        | 40              | 16              | 45              | 15              |                 | The World of Music Instructor      |
| 1996 | «Dance»                   | —               | 38              | —               | —               |                 | The World of Music Instructor      |
| 1996 | «Friends Will Be Friends» | —               | —               | —               | —               | —               |                                    |
| 1998 | «Super Sonic»             | 24              | 4               | —               | 9               | - GER: Gold     | Electric City of Music Instructor» |
| 1998 | «Rock Your Body»          | —               | 9               | —               | 23              |                 | Electric City of Music Instructor» |
| 1998 | «Get Freaky»              | 16              | 5               | —               | 9               | - GER: Platinum | Electric City of Music Instructor» |
| 1999 | «Electric City»           | —               | 12              | —               | 15              |                 | Electric City of Music Instructor» |
| 1999 | «DJ's Rock Da House»      | —               | 38              | —               | 74              | —               |                                    |
| 2000 | «Super Fly (Upper MC)»    | —               | 13              | —               | 36              | —               |                                    |

## Дод. література
- Klan, Том 8,Выпуски 377-389. "Media 6" Publishing. 2004. с. 453. Архів оригіналу за 9 січня 2015. Процитовано 9 червня 2017.